# Carlos Mortensen
Juan Carlos Mortensen, detto El Matador (Ambato, 13 aprile 1972), è un giocatore di poker spagnolo, campione del mondo 2001.
Ha vinto il suo primo braccialetto al Main Event delle World Series of Poker 2001; il suo secondo braccialetto arriva alle World Series of Poker 2003 nel $5.000 Limit Hold'em.
Al febbraio 2011 detiene il record di guadagni del World Poker Tour (oltre 5.000.000 di dollari) oltre a quello delle vittorie (3 successi). È stato il primo giocatore a vincere gli eventi principali sia delle WSOP che del WPT, avendo vinto il WPT World Championship 2007.
Alle World Series of Poker 2006 gioca tre tavoli finali: chiude 9º in due eventi, vincendo rispettivamente 71.617$ e 73.344$. Va vicino a vincere il suo terzo braccialetto all'evento #33 (Razz): arriva infatti secondo battuto da James Richburg, accontentandosi di 94.908$.
Vanta inoltre quattro piazzamenti a premi all'European Poker Tour.
È stato capitano della nazionale spagnola di poker.

## Braccialetti World Series of Poker
| Anno | Torneo                                        | Premio (US$) |
| ---- | --------------------------------------------- | ------------ |
| 2001 | $10.000 Championship Event - No Limit Hold'em | $1.500.000   |
| 2003 | $5.000 Limit Hold'em                          | $251.680     |